# Tour de Elk Grove 2013
La 9.ª edición de la competición ciclista en ruta Tour de Elk Grove, se disputó desde el 3 al 4 de agosto de 2013.
Por tercera vez estuvo incluida en el calendario internacional americano y por segunda, en la categoría 2.1, siendo la .ª carrera del UCI America Tour 2012-2013.
El ganador de la clasificación general fue el italiano Elia Viviani del equipo Cannondale, quien además ganó dos etapas. Fue seguido en el podio por el canadiense Ryan Anderson y el estadounidense John Murphy.

## Equipos participantes
Participaron 10 equipos siendo 1 de categoría UCI ProTeam, 4 Profesionales Continentales y 5 Continentales. Iniciaron la carrera 59 ciclistas y finalizaron 57 de ellos.
| Equipo                            | Cód. UCI | Categoría               |
| --------------------------------- | -------- | ----------------------- |
| Cannondale Pro Cycling            | CAN      | UCI ProTeam             |
| UnitedHealthcare Pro Cycling Team | UHC      | Profesional Continental |
| Team Novo Nordisk                 | TNN      | Profesional Continental |
| MTN Qhubeka                       | MTN      | Profesional Continental |
| Champion System                   | CSS      | Profesional Continental |
| Jamis-Hagens Berman               | JSH      | Continental             |
| Optum-Kelly Benefit Strategies    | OPT      | Continental             |
| Jelly Belly-Kenda                 | JBC      | Continental             |
| Team Smartstop-Mountain Khakis    | TMK      | Continental             |
| Equipe Garneau-Québecor           | GQC      | Continental             |

## Etapas
Al igual que en ediciones anteriores, el prólogo y las 2 etapas fueron enteramente disputadas en Elk Grove Village, realizando diferentes circuitos en las calles de la ciudad. El prólogo se realizó en un circuito de 7,2 kilómetros, la 1.ª etapa 10 vueltas a un circutio de 15,6 km y la última etapa 14 vueltas a un circuito de 10 km.
| Fecha       | Etapa   | Tipo                | Km  | Ganador      | Líder        |
| 2 de agosto | Prólogo | Contrarreloj        | 7,2 | Chad Haga    | Chad Haga    |
| 3 de agosto | 1.ª     | Carrera en ruta     | 156 | Elia Viviani | John Murphy  |
| 4 de agosto | 2.ª     | Carrera en circuito | 140 | Elia Viviani | Elia Viviani |

## Clasificaciones

### Clasificación general
| Posición | Ciclista          | Equipo                         | Tiempo          |
| -------- | ----------------- | ------------------------------ | --------------- |
|          | Elia Viviani      | Cannondale                     | 6 h 15 min 00 s |
| 2º       | Ryan Anderson     | Optum-Kelly Benefit Strategies | a 6 s           |
| 3º       | John Murphy       | UnitedHealthcare               | a 9 s           |
| 4º       | Michael Friedman  | Optum-Kelly Benefit Strategies | a 20 s          |
| 5º       | Robert Lea        | Smartstop-Mountain Khakis      | a 21 s          |
| 6º       | Charles Huff      | Jelly Belly-Kenda              | a 22 s          |
| 7º       | Adam Farabaugh    | Garneau-Québecor               | a 26 s          |
| 8º       | Nic Hamilton      | Jelly Belly-Kenda              | a 28 s          |
| 9º       | Ben Jaques-Maynes | Jamis-Hagens Berman            | a 30 s          |
| 10º      | Eric Young        | Optum-Kelly Benefit Strategies | a 30 s          |

### Clasificación por equipos
| Posición | Equipo                         | Tiempo           |
| -------- | ------------------------------ | ---------------- |
|          | Optum-Kelly Benefit Strategies | 18 h 20 min 12 s |
| 2º       | Garneau-Québecor               | a 7 s            |
| 3º       | UnitedHealthcare               | a 18 s           |
| 4º       | Smartstop-Mountain Khakis      | a 19 s           |
| 5º       | Cannondale                     | a 28 s           |

## UCI America Tour
La carrera al estar integrada al calendario internacional americano 2011-2012 otorgó puntos para dicho campeonato. El baremo de puntuación es el siguiente:
| Posición                    | 1º | 2º | 3º | 4º | 5º | 6º | 7º | 8º | 9º | 10º | 11º | 12º |
| Clasificación general final | 80 | 56 | 32 | 24 | 20 | 16 | 12 | 8  | 7  | 6   | 5   | 3   |
| Por etapa                   | 16 | 11 | 6  | 5  | 4  | 2  |    |    |    |     |     |     |
| Líder General por etapa     | 8  |    |    |    |    |    |    |    |    |     |     |     |

Los 10 ciclistas que obtuvieron más puntos fueron los siguientes:
- Nota: Quién logró más puntos fue Elia Viviani con 120, pero al pertenecer a un equipo UCI ProTeam, no puntúa en la clasificación del UCI America Tour.

| Ciclista           | Equipo                         | Puntos por la clasificación final | Puntos de etapa | Puntos de líder | Total |
| ------------------ | ------------------------------ | --------------------------------- | --------------- | --------------- | ----- |
| Ryan Anderson      | Optum-Kelly Benefit Strategies | 56                                | 28              | -               | 84    |
| John Murphy        | UnitedHealthcare               | 32                                | 21              | 8               | 61    |
| Michael Friedman   | Optum-Kelly Benefit Strategies | 24                                | 5               | -               | 29    |
| Chad Haga          | Optum-Kelly Benefit Strategies | 5                                 | 16              | 8               | 29    |
| Robert Lea         | Smartstop-Mountain Khakis      | 20                                | 2               | -               | 22    |
| Charles Huff       | Jelly Belly-Kenda              | 16                                | 6               | -               | 22    |
| Adam Farabaugh     | Garneau-Québecor               | 12                                | -               | -               | 12    |
| Nic Hamilton       | Jelly Belly-Kenda              | 8                                 | 4               | -               | 12    |
| Eric Young         | Optum-Kelly Benefit Strategies | 6                                 | 5               | -               | 11    |
| Ben Jacques-Maynes | Jamis-Hagens Berman            | 7                                 | -               | -               | 7     |